# Laevens 3
Laevens 3 est un amas globulaire appartenant à la Voie lactée mais orbitant loin du centre. Le groupe porte le nom de Benjamin P. M. Laevens, son découvreur. Il a été observé pour la première fois en 2015 avec Pan-STARRS 1. 
Il est situé à 210 000 années-lumière de la Terre dans le halo galactique extérieur. Son orbite l'emmène de 133 000 à 279 000 années-lumière du centre galactique. Son diamètre à 50 % de luminosité n’est que de 37 années-lumière. La métallicité est de -1,8 dex. L'amas a environ 13 milliards d'années. La luminosité est équivalente à 1125 fois celle du Soleil. 